# Ivan Markovič
Ivan Markovič (3. června 1888 Myjava – 16. nebo 17. února 1944 Buchenwald) byl československý politik a meziválečný poslanec Národního shromáždění za Československou sociálně demokratickou stranu dělnickou.

## Biografie
Už počátkem 20. století byl významným členem mladé generace slovenských intelektuálů soustředěných okolo časopisu Prúdy. V období let 1909–1914 byl šéfredaktorem časopisu Prúdy. Podle jiného zdroje patřil rovněž do skupiny tzv. hlasistů.
Profesí byl právníkem. V letech 1906–1911 studoval práva na Budapešťské univerzitě a na univerzitě v Berlíně. V letech 1911–1914 působil jako advokátní koncipient v Budapešti. Za světové války bojoval v armádě a na podzim 1914 padl do ruského zajetí. V Rusku se stal jedním z organizátorů Československých legií v Rusku. Od roku 1917 do roku 1918 pak byl tajemníkem odbočky Československé národní rady. Od jara 1918 zastával funkci tajemníka Československé národní rady v Paříži a šéfredaktora listu Československá samostatnost. Koncem října 1918 se zúčastnil jednání zástupců domácího i zahraničního odboje v Ženevě o budoucí podobě státu.
Doprovázel prezidenta T.G. Masaryka na jeho triumfální cestě z Paříže až do Prahy (21. prosince 1918).
Po roce 1918 patřil mezi hlavní postavy sociálně demokratického hnutí na Slovensku. V letech 1918–1920 zasedal v Revolučním národním shromáždění, kde formálně náležel do slovenského klubu (poslanecký klub sdružující poslance ze Slovenska, bez stranického rozdělení). 27. února 1920 prezentoval jménem klubu postoj k nové ústavě Československa a vyjádřil k ní pozitivní stanovisko. Odmítl zatím koncepce zemské autonomie a podpořil plánované zavedení župního zřízení. I v následujících letech patřil k odpůrcům slovenské autonomie a prosazoval jednotný československý národ v politickém slova smyslu, nicméně chtěl zachovat kulturně jazykovou odlišnost Slováků.
V parlamentních volbách v roce 1920 získal poslanecké křeslo v Národním shromáždění. Mandát v parlamentních volbách v roce 1925 neobhájil a do parlamentu se dostal až po parlamentních volbách v roce 1929 a opět po parlamentních volbách v roce 1935. Poslanecký post si podržel do 25. ledna 1939, kdy o mandát přišel v souvislosti s rozpuštěním sociálně demokratické strany na autonomním Slovensku. Krátce předtím ještě vstoupil jako hospitant do poslaneckého klubu Národní strany práce.
Kromě parlamentních funkcí vystřídal i několik ministerských postů. v druhé vládě Vlastimila Tusara byl roku 1920 ministrem národní obrany. V první vládě Antonína Švehly zastával v letech 1922–1925 post ministra unifikací. Byl správcem ministerstva školství a národní osvěty od 3. října 1924 do 9. prosince 1925 v první vládě Antonína Švehly.
Podle údajů z roku 1935 byl profesí advokátem, bytem v Bratislavě. V letech 1921–1939 působil jako místopředseda Československé obce legionářské.
Již během existence autonomního Slovenska za druhé republiky odešel ze Slovenska do českých zemí. Za války zůstal podobně jako jeho stranický kolega Ivan Dérer v Protektorátu Čechy a Morava, kde měl rodinu. Po roce 1939 byl vězněn nacisty, v září 1939 deportován do Dachau. Zemřel v koncentračním táboře Buchenwald.

## Vyznamenání
- Řád Tomáše Garrigua Masaryka, I. třída, 1992